# José Raúl Capablanca
José Raúl Capablanca y Graupera (n. 19 noiembrie 1888, La Habana, Imperiul Spaniol – d. 8 martie 1942, New York City, New York, SUA) a fost un șahist de naționalitate cubaneză, care a deținut titlul de campion mondial între anii 1921 și 1927. Este considerat a fi unul dintre cei mai mari șahiști din toate timpurile.
Capablanca și Emanuel Lasker sunt singurii (se cere o verificare) care au depășit, până la Boby Fischer, un coeficient ELO de 2700 de puncte. A devenit campion mondial după ce l-a învins pe Lasker (la vremea aceea bătrân și bolnav - cel care a deținut coroana de campion cel mai îndelungat timp din istoria șahului). A pierdut titlul în fața lui Alexandr Alehin, care a refuzat să-i acorde revanșa, punând condiții irealizabile pentru susținerea meciului. Cauzele înfrângerii au fost: 1. infatuarea: Capablanca era convins că nimeni nu-l poate învinge și nu s-a pregătit pentru meci; 2. extraordinara pregătire a lui Alehin pentru meci; 3. introducerea, pentru prima dată în competiția șahistă, de către Alehin, a analizei psihologice a adversarului: campionul rus a observat că atunci când cineva îi opune o rezistență îndârjită lui Capablanca, acesta începe să se enerveze și face mici erori; Alehin a reușit să speculeze toate aceste lucruri. După ce a pierdut meciul, dorința cea mai mare a lui Capablanca a fost să-și recâștige titlul. S-a pregătit intens la masa de joc. A participat la marile turnee, spulberându-și adversarii, așa cum o va face, mai târziu, Fischer. Condițiile puse de Alehin pentru meci și apoi izbucnirea războiului, i-au zădărnicit planurile. Fără îndoială, a fost un geniu al șahului și, probabil, un strateg inegalabil. Se spune că juca la fel de bine și bridge sau alte jocuri. Se pare că pierderea titlului de campion mondial s-a datorat păcatelor infatuării și narcisismului, dar și unei bune doze de comoditate.

## Primii ani
José Raúl Capablanca, al doilea fiu supraviețuitor al unui ofițer al armatei spaniole, José María Capablanca, și o femeie spaniolă din Catalonia, Matilde María Graupera y Marín, s-a născut la Havana (pe vremea aceea parte a Spaniei) la 19 noiembrie, 1888. Supranumit "Mozart al șahului", la 4 ani știa deja să joace șah. A învățat modul în care se mută piesele și regulile șahului privind partidele jucate de tatăl său. Acesta a fost surprins când micuțul Raul i-a atras atenția asupra unei mutări greșite. „De unde știi tu că am greșit?”, l-a apostrofat el pe copilul despre care până atunci crezuse că se joacă aidoma oricărui alt copil de vârsta lui. Constatând precocitatea lui Jose Raul, l-a dus la un club de șah din Havana, unde copilul a început să-și înfrângă, cu vremea, toți adversarii. La 13 ani a devenit pretendent la titlul de Campion Național, pe care l-a câștigat în fața maestrului Juan Corzo (patru partide câștigate, trei pierdute și șase remize). Din acest moment începe ascensiunea explozivă a marelui șahist, comparabilă cu cea a lui Paul Morphy și Bobby Fischer. (Să notăm însă că au existat și alți copii minune ai șahului: Samuel Reshevsky, românul Florin Gheorghiu).

## Ascensiune rapidă

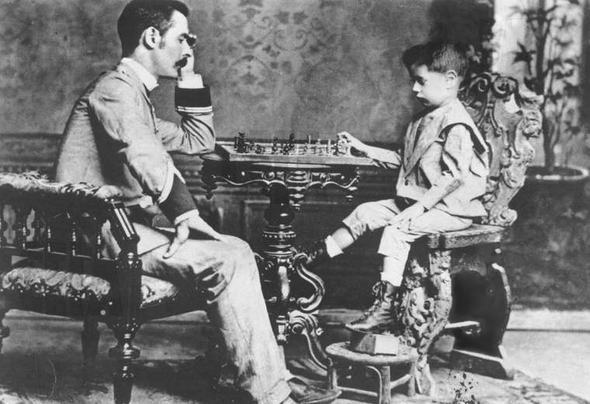
Capablanca a jucat șah cu tatăl său José María Capablanca în 1892

În 1909, la vârsta de douăzeci de ani, Capablanca a câștigat un meci contra campionul Statelor Unite Ale Americii, Frank Marshall. Marshall a insistat ca la turneul din San Sebastián, Spania, 1911 să participe și Capablanca. A fost unul dintre cele mai puternice turnee ale timpului. Toți jucătorii de marcă ai lumii, cu excepția campionului mondial Emanuel Lasker au participat la acel turneu. La începutul turneului, Ossip Bernstein și Aaron Nimzovici au obiectat cu privire la prezența lui Capablanca, deoarece acesta nu câștigase nici un mare turneu până atunci.
Cu toate acestea, după ce Capablanca a câștigat prima partida împotriva lui Bernstein, acesta i-a recunoscut talentul și nu a ezitat să creadă că José Capablanca ar fi în stare să câștige turneul. Nimzovici a replicat la un comentariu de-al lui Capablanca, zicând că jucătorii ce nu s-au dovedit ar trebui să-și țină limba în prezența celor mai buni ca ei. Capablanca l-a invitat pe Nimzovici la o serie de partide rapide, pe care le-a câștigat cu ușurință. Maeștrii adunați au fost de acord că șahistul-minune, Capablanca era de neînvins la partidele rapide, o distincție ce va sta alături de Capablanca până la sfârșitul vieții sale.
Capablanca și-a propus în gând câștigarea turneului în fața lui Nimzovici, a intrat în joc cu acesta, și-a format o deschidere admirată și de Mihail Botvinnik. La sfârșitul turneului, Capablanca a zguduit lumea șahului ocupând primul loc la turneul din San Sebastián, în fața unor jucători precum Akiba Rubinstein, Carl Schlechter și Siegbert Tarrasch.
În 1911, Capablanca îl provoacă pe campionul mondial de la acea vreme, Emanuel Lasker. Lasker a acceptat provocarea, venind însă cu o serie de 17 reguli. Capablanca a refuzat o parte dintre ele, astfel că în cele din urmă meciul nu a ami avut loc.

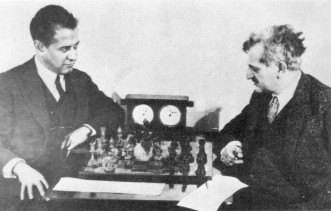
Capablanca-Lasker în 1925

În 1913, Capablanca a jucat în orașul său natal, Havana, unde a ocupat locul II, după Frank Marshall, pierzând într-una din partidele cu acesta, chiar după ce a avut o poziție mai bună. Conform arhivelor istoriei, la acea partida au fost prezenți peste 600 de spectatori, care își încurajau eroul local, dar care l-au aplaudat plini de fair-play pe învingător.
În septembrie 1913, Capablanca și-a găsit de lucru la un oficiu cubanez. Din câte se cunoaște, ocupația sa nu era alta decât de a juca șah, ocupație pe care a luat-o în serios de fiecare dată. Pentru mulți ani el a fost cel mai popular cubanez în viață.
Apoi, el a jucat o serie de meciuri în Europa împotriva câtorva dintre liderii de atunci. La Berlin el i-a învins pe Jacques Mieses și pe Richard Teichmann; la Moscova el a jucat o serie de șase partide: câte două împotriva lui Alexandr Alehin, Evgheni Znosko-Borovski și Fiodor Dus-Hotimirski, pierzând o singură dată (în fața lui Evgheni Znosko) și câștigând în rest. Apoi, a urmat o serie de partide la Viena, unde i-a învins pe Richard Réti și Savielly Tartakower. S-a întors la Moscova, l-a învins pe Bernstein din nou, făcând o mutare ce a intrat în antologii drept genială, Qb2! și pentru noua strategie cu „pionii atârnați” cu care a reușit să-l învingă pe Nimzovici.
În turneul din 1914 din St. Petersburg, unde au participat majoritatea liderilor, cu excepția celor din imperiul Austro-Ungar, Capablanca a jucat cu marele Lasker, într-o partidă de turneu. În rundele preliminarii, Capablanca și-a luat un avans enorm, ceea ce l-a forțat pe Lasker să recupereze din decalaj. Capablanca a câștigat premiul de excelență împotriva lui Bernstein, și câteva partide importante contra lui David Janowski, Nimzovici și Alehin.
Cu toate acestea, el a căzut victima unei reveniri în forță a lui Lasker la jumătatea turneului, Capablanca terminând pe locul doi, cu un scor de 13 puncte, față de Lasker care a avut 13,5 , dar deasupra lui Alexandr Alehin. După acest turneu, țarul Nicolae al II-lea i-a proclamat pe cei 5, Lasker, Capablanca, Alehin, Tarrasch și Marshall, drept Mari Maeștri ai Șahului.

## Campion Mondial
În 1920 Lasker a observat creșterea pe care Capablanca a înregistrat-o și i-a cedat acestuia titlul, zicând „You have earned the title not by the formality of a challenge, but by your brilliant mastery”, tradus în „Ai câștigat titlul nu prin formalitatea unei provocări, ci prin măestria ta strălucitoare”. Capablanca ar fi dorit să câștige titlul în mod onorabil, însă Lasker a insistat că el va fi acum cel ce-l va provoca la duel.
Ei au jucat un meci în Havana, în 1921, pe care Capablanca l-a câștigat prin patru victorii, nicio înfrângere și zece remize. Această realizare de a câștiga titlul fără a pierde un singur meci contra adversarului a rezistat mai mult de opt decenii până la meciul Vladimir Kramnik - Garry Kasparov, 2000.
El a dominat turneul de la Londra, 1922. Aici s-au aflat un număr în creștere de jucători puternici, loc unde s-a simțit că actualul campion nu va fi în stare să reziste posibilelor provocări la titlu. Jucători precum Alexandr Alehin, Efim Bogoliubov, Géza Maroczy, Richard Réti, Akiba Rubinstein, Ksawery Tartakower și Milan Vidmar s-au întâlnit să vorbească despre viitorul mod de desfășurare a campionatului mondial. Printre alte lucruri, Capablanca a propus condiții, printre care se număra și cea conform căreia adversarul trebuie să asigure 10.000 de dolari drept fond de premiere. 
În următorii ani Rubinstein și Nimzovici l-au provocat pe Capablanca, însă ei nu au reușit să procure fondurile stipulate de noul regulament. Meciul împotriva lui Alehin din 1927 a fost făcut posibil de câțiva oameni de afaceri argentinieni și de președintele Argentinei, care garanta fondurile.
Capablanca a fost din nou pe locul doi, în 1924 la New York, în spatele lui Lasker, dar din nou în fața lui Alehin. El s-a clasat pe locul trei, la Moscova, pierzând în fața lui Efim Bogoliubov și Lasker, 1925. A reușit totuși în 1927 să domine turneul de șase jucători de la New York, fără să piardă o singură partidă, cu 2,5 puncte în fața lui Alehin.
Campion mondial, Capablanca s-a căsătorit în decembrie 1921 cu Gloria Simoni Betancourt. Ei au avut un fiu, José Raúl, în 1923 și o fiică, Gloria, în 1925, dar căsnicia s-a terminat cu un divorț. El și-a pierdut și ambii părinți.

## Pierderea titlului
Capablanca a dominat turneul din New York, 1927, înaintea lui Alehin cu trei puncte, câștigând un premiu de frumusețe împotriva lui Rudolf Spielmann și câștigând iarăși două partide împotriva lui Aaron Nimzovici. El va pierde titlul, într-un meci maraton împotriva lui Alehin, acesta dovedindu-se, în meciuri lungi, un adversar redutabil.
Alehin a refuzat să mai joace un meci-revanșă împotriva lui Capablanca, însă a jucat două meciuri împotriva lui Efim Bogoliubov, un jucător fin, dar care nu îi punea probleme într-un meci de lungă durată. Alehin a refuzat să mai joace în turneele la care avea să participe și Capablanca.

## După pierderea titlului
După pierderea titlului, Capablanca a câștigat o serie de turnee, în speranța că îl va face pe Alehin să îi ofere un meci-revanșă, însă nu a fost să fie. În 1931, Capablanca l-a înfrânt pe jucătorul olandez Max Euwe cu 2 victorii, 0 înfrângeri și 8 remize.
Asta a marcat finalul carierei sale, el retrăgându-se din jocurile serioase de șah, către cele mai ușoare, la clubul de șah din Manhattan. Din scrierile lui Reuben Fine aflăm că la acea perioadă Capablanca era capabil să-l bată pe Alehin la șah blitz însă el deja l-a bătut în puținele partide pe care aceștia le-au avut.
În 1934, Capablanca se reîntoarce la jocul serios. El a început să se întâlnească cu Olga Ceagodaeva, cu care s-a căsătorit în 1938, ea fiind aceea care l-a inspirat să joace din nou. În 1935, după probleme cu alcoolul, Alehin a pierdut titlul în fața lui Euwe. Capablanca și-a reînnoit speranțele de a câștiga din nou titlul de campion mondial, fiind  primul la turneul de la Moscova din 1936, înaintea lui Botvinnik și Lasker.
Mai târziu avea să remizeze cu Botvinnik, la Nottingham, într-un super-turneu din același an, dar păstrându-și poziția înaintea lui Euwe, Lasker, Alehin și a jucătorilor mai tineri, Reuben Fine, Samuel Reshevsky și Salo Flohr. În acest turneu Capablanca și-a luat revanșa pentru înfrângerea pe care a suferit-o. Alehin a greșit, Capablanca a obținut avantaj, pe care l-a valorificat printr-o mutare pe care niciunul dintre ceilalți jucători prezenți, cu excepția lui Lasker, nu au putut să o anticipeze.
În 1937, Euwe, spre deosebire de Alehin cu Capablanca după 1927, din respect pentru Alehin i-a acordat acestuia un meci-revanșă. Alehin s-a lăsat de alcool, s-a pregătit bine și a recâștigat titlul. După acest moment au fost puține șanse pentru Capablanca să-și recâștige titlul, deoarece Alehin nu a mai jucat în vreun campionat mondial, până la moartea sa în 1946.
Sănătatea lui Capablanca a luat o întorsătură urâtă, în timpul unui turneu AVRO în 1938, unde a avut mai multe atacuri cerebrovasculare, ceea ce l-a condus la un rezultat jalnic, ocupând locul șapte din opt. În 1939, la Olimpiada de Șah el a reușit să îl surclaseze din nou pe Alehin, ca și Paul Keres.
Pe 7 martie 1942, aflându-se într-un meci "blitz" la Clubul de Șah din Manhattan, în New York, el a suferit un nou atac cerebrovascular. A fost dus de urgență la spitalul Mount Sinai, însă a murit ziua următoare. Remarcabil, rivalul cubanezului, Emanuel Lasker murise în același spital, cu un an mai devreme. Cel mai mare dușman al său, Alehin a scris despre moartea acestuia „Prin moartea sa, am pierdut un geniu al șahului, unul ca el nu vom mai vedea niciodată.” - „With his death, we have lost a very great chess genius whose like we shall never see again.”

## Legături externe
- 50 poziții cruciale din jocurile lui Capablanca